# Huipil

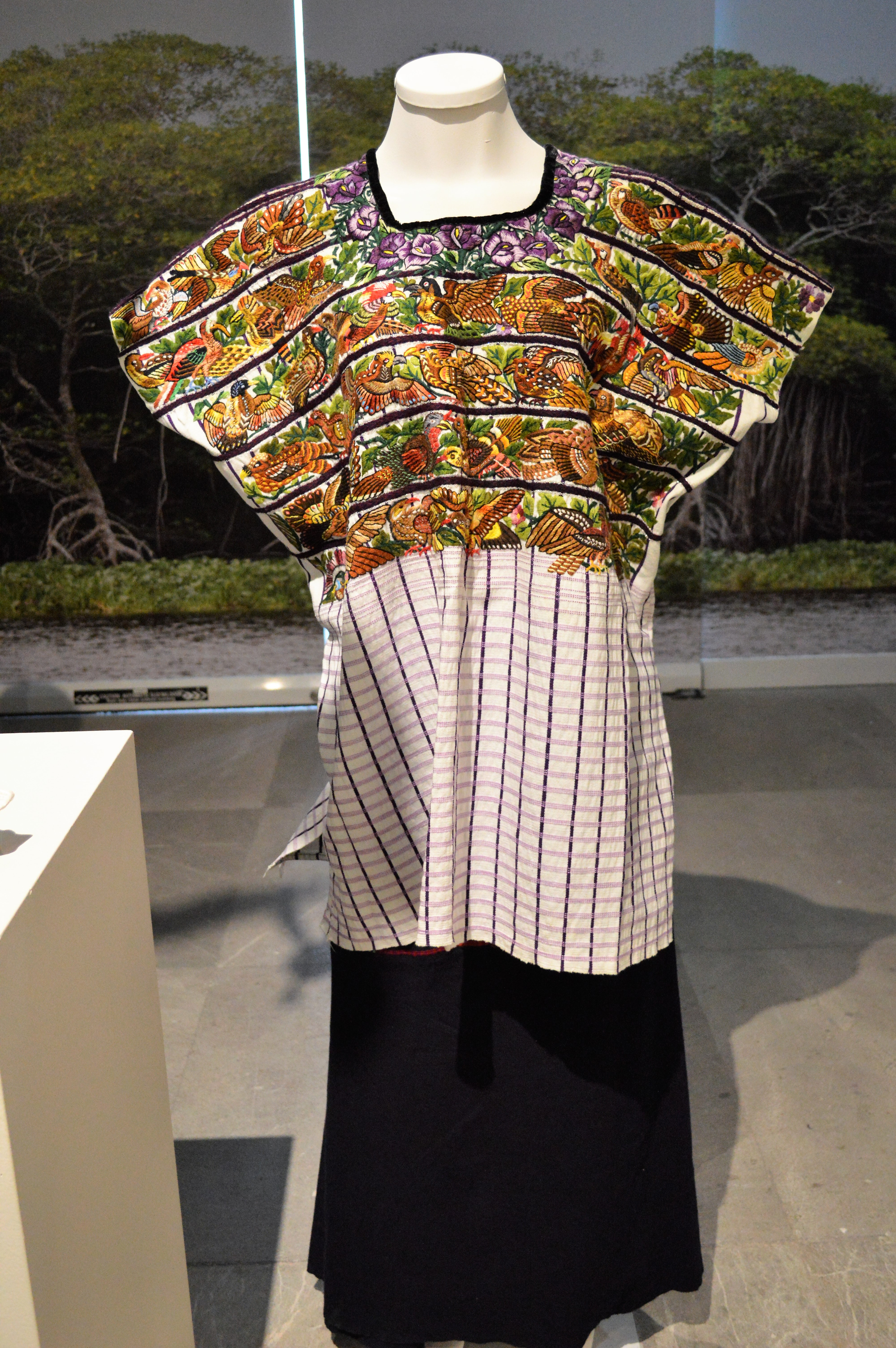
Un huipil chiapaneco.

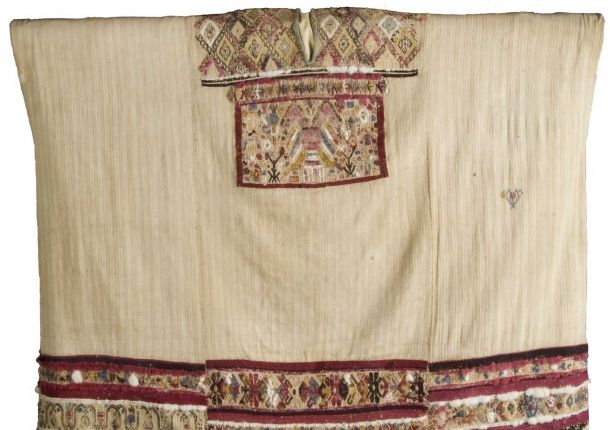
Huipil que se cree vistió La Malinche.

Huipil (del náhuatl: huipilli ‘blusa o vestido adornado’), también llamado hipil en la península de Yucatán, es una blusa o vestido tradicional de los indígenas y mestizos de la parte del sur de México y Centroamérica.
Es una túnica holgada, generalmente hecha de dos o tres piezas rectangulares de tela, que luego se unen con costuras, cintas o tiras de tela, con una abertura para la cabeza y, si los lados están cosidos, aberturas para los brazos. Los huipiles tradicionales, especialmente los ceremoniales, generalmente se hacen con tela tejida en un telar de cintura y están decorados con diseños tejidos en la tela, bordados, cintas, encajes y más. Sin embargo, algunos huipiles también están hechos de tela comercial.
El largo del huipil puede variar desde una prenda corta similar a una blusa o lo suficientemente largo como para llegar al piso. El estilo de los huipiles tradicionales generalmente indica el origen étnico y la comunidad del usuario, ya que cada uno tiene sus propios métodos para crear la tela y las decoraciones. Los huipiles ceremoniales son aptos para bodas, entierros, mujeres de alto rango e incluso para vestir las estatuas de santos.
El huipil ha sido usado por mujeres indígenas de la región mesoamericana (del sur de México a América Central) de alto y bajo rango social desde mucho antes de la llegada de los españoles a América. Sigue siendo la prenda indígena femenina más común todavía en uso.
Se ve con mayor frecuencia en los estados mexicanos de Chiapas, Yucatán, Quintana Roo, Oaxaca, Tabasco, Campeche, Hidalgo, Michoacán (donde se le llama huanengo), Veracruz y Morelos. 
En Centroamérica se usa con mayor frecuencia entre los mayas de Guatemala.
Cuetzalan, Puebla tiene un festival anual de café y huipil llamado Feria del Huipil y Café, que comenzó en 1949.

## Características

### El Salvador
En El Salvador, se le llama huipil, simplemente a la enagua o falda de las mujeres indígenas.

### Guatemala
Actualmente el huipil es de uso más predominante en Guatemala, en donde mantiene su uso diario en la gran mayoría de pueblos indígenas como los K'iche', Q'eqchi', Kaqchikel y Mam, entre otros, que conforman alrededor de la mitad de la población nacional.

### México

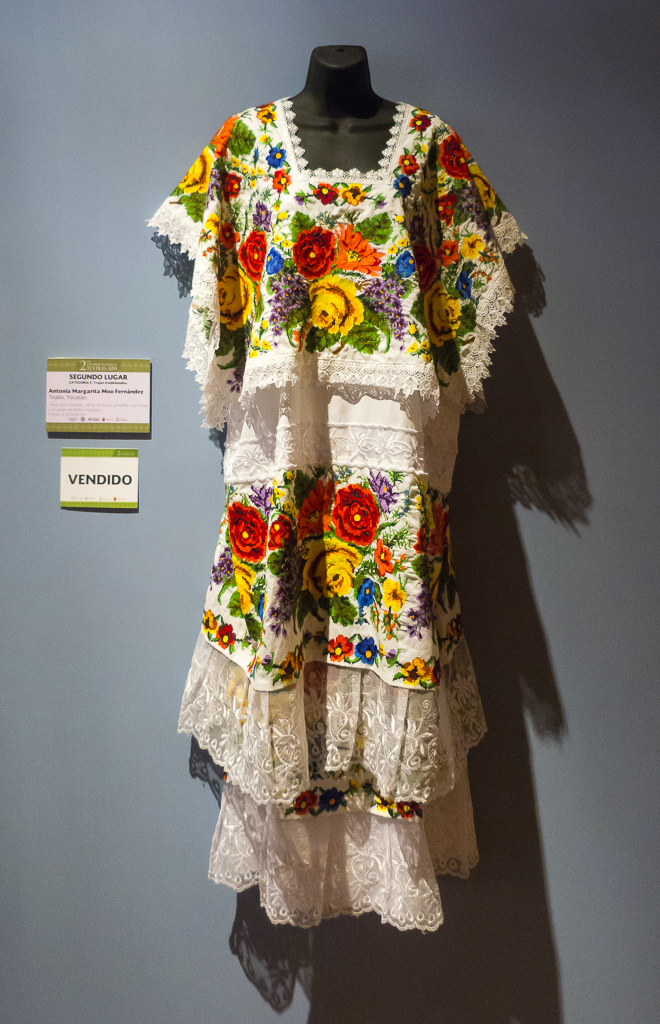
Un huipil yucateco.

+En México se usa en cada rincón del país, como en Puebla, Querétaro, y lugares de la Huasteca. En la península de Yucatán, particularmente en el estado de Yucatán, al traje típico para la mujer se le llama hipil. En su forma más elaborada, forma el hipil parte de un terno (vestido que consta de tres partes): jubón, fustán y el propio hipil.
El huipil o hipil es generalmente un vestido blanco, de la misma dimensión desde arriba hasta abajo, cosido lateralmente, con dos aberturas para los brazos y una más en forma rectangular para la cabeza. El cuello y mangas así como en la parte inferior el vestido está decorados con motivos de gran colorido, generalmente bordados. Debajo del hipil, en el caso de Yucatán, se usa una enagua larga y amplia llamada fustán (pic en lengua maya), que generalmente también lleva bordada la parte inferior.

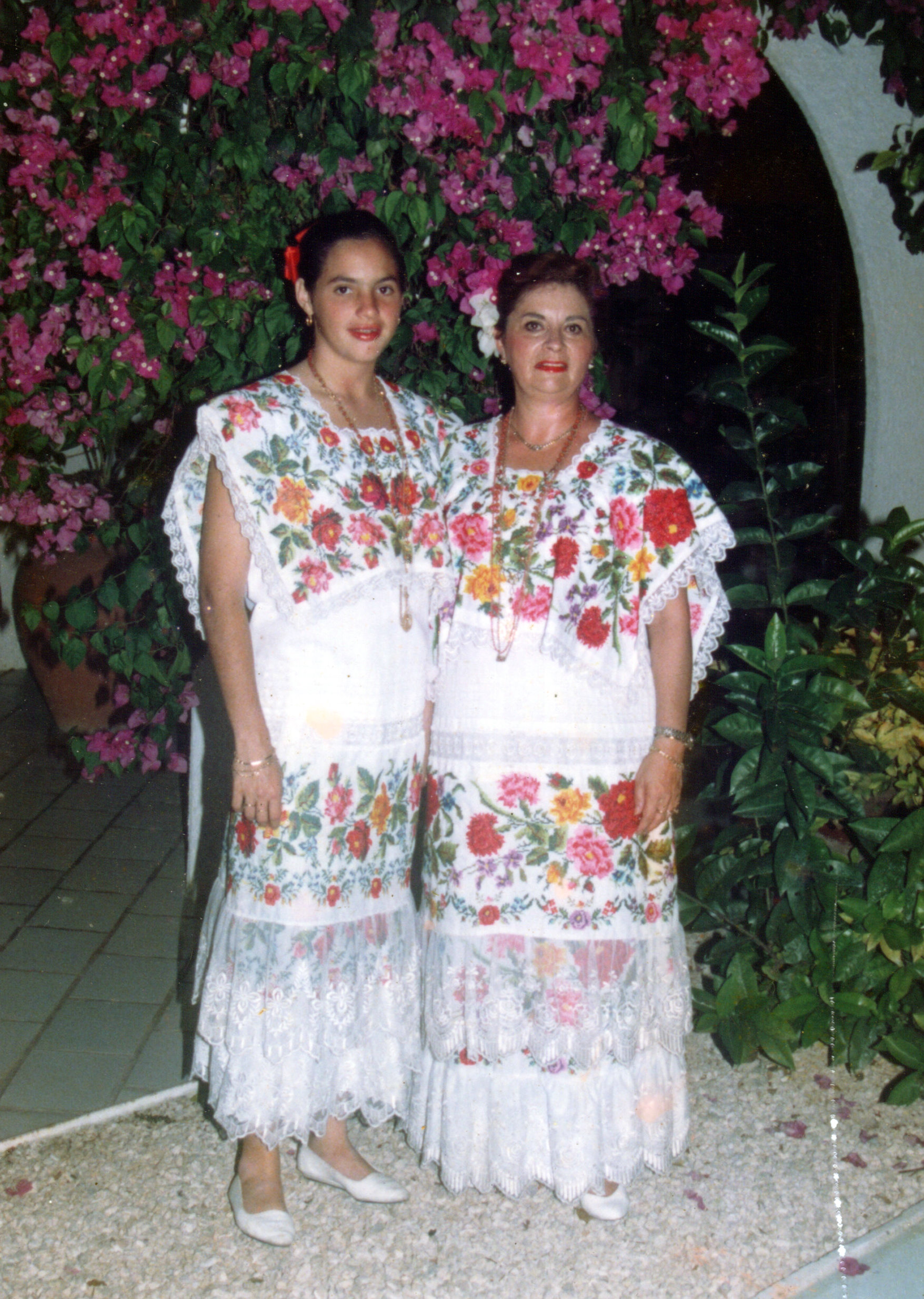
Yucatecas ataviadas con el terno del hipil, traje típico de Yucatán, mismo con el que se baila la Jarana yucateca

A la llegada de los españoles, en el siglo XVI, las mujeres mayas en Yucatán usualmente llevaban el torso desnudo. Los religiosos que acompañaron al conquistador consideraron que esta práctica iba en contra de la moral española e hicieron que las mujeres cubrieran sus pechos con una prenda llamada guaypil o güipil, proveniente del vocablo huipilli, de origen náhuatl. La prenda que ya se usaba en otras partes de México, se elaboraba con tres lienzos de algodón que unidos formaban un saco con dos aberturas para los brazos y una tercera para el cuello. El atuendo podía llegar a las rodillas o a los pies, entretejiéndole plumas de pato o bordándolo con pelo de conejo para adornarlo. Tal es el antecedente del hipil actual. Diego López de Cogolludo, en su Historia de Yucatán, hace referencia a estas prendas.

### Nicaragua

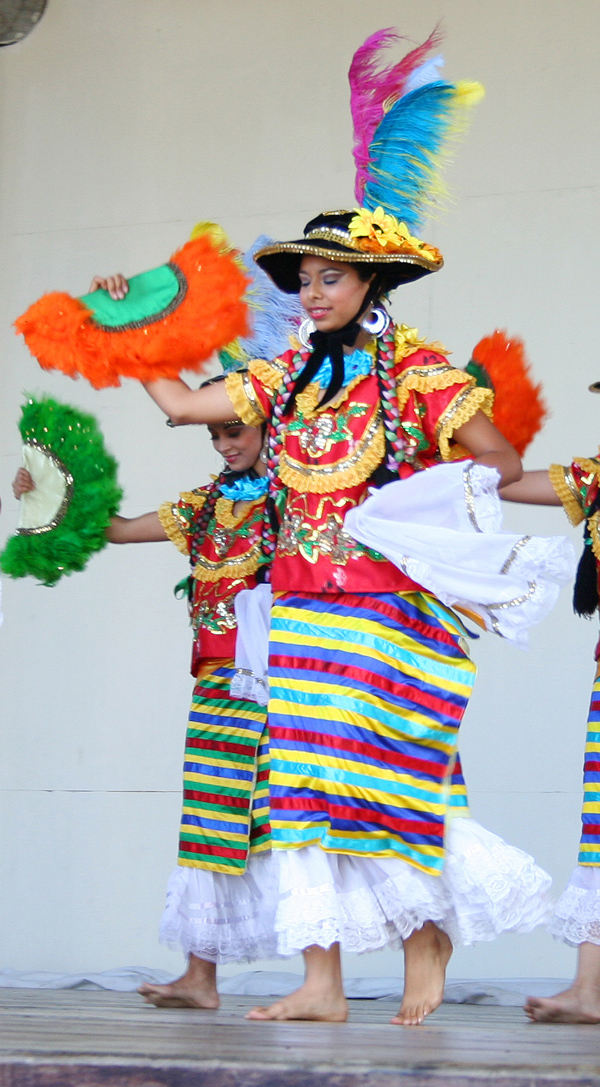
Artistas nicaragüenses ejecutando el baile del Mestizaje con el traje típico nacional de Nicaragua formado por el huipil y enagua.

En Nicaragua, el huipil (güipil) es también llamado "traje del mestizaje".
El Decreto Presidencial n.º 11-2023 publicado en el diario oficial La Gaceta, declara: 
"el huipil nicaragüense como Patrimonio Inmaterial, Artístico y Cultural de la Nación".
Además, se establece que el 8 de septiembre como el "Día Nacional del Huipil" fecha en que las instituciones educativas, artísticas y culturales promoverán el uso de la prenda, su historia y elaboración, a través de la realización de desfiles, bailes, presentaciones artísticas y culturales desde escuelas de arte, centros educativos, en espacios públicos que convoquen a la niñez, juventud, artistas y familias, realzando el orgullo nacional.
Las instituciones gubernamentales y los gobiernos municipales fomentarán la investigación acerca del huipil, su historia, conceptualización homologada, características, aspecto simbólico y artístico, uso y ornamentación de los huipiles de cada región del país.